# U-23サッカーイタリア代表
U-23サッカーイタリア代表（U-23サッカーイタリアだいひょう）は、イタリアサッカー連盟によって編成される23歳以下サッカー国家代表チームである。愛称は「アッズリーニ（小さな青）」。
チームは2年毎に開催されるUEFA U-21欧州選手権に参加する。イタリアはこの大会の歴史において最も成功を収めた国であり、5度優勝している（1992, 1994, 1996, 2000, 2004）。
1976年のUEFAのユース大会の再編成を受けて、イタリア21歳以下代表チームが結成された。
2008年の夏季オリンピックの前に参加した、トゥーロン国際大会2008では決勝でチリを破り（1-0）、初優勝を果たした。

## オリンピックの成績
| 開催年 | 結果                 | 試       | 勝       | 分       | 負       | 得       | 失       |
| ------ | -------------------- | -------- | -------- | -------- | -------- | -------- | -------- |
| 1992   | ベスト8              | 4        | 2        | 0        | 2        | 3        | 5        |
| 1996   | グループステージ敗退 | 3        | 1        | 0        | 2        | 4        | 5        |
| 2000   | ベスト8              | 4        | 2        | 1        | 1        | 5        | 3        |
| 2004   | 銅メダル             | 6        | 3        | 1        | 2        | 7        | 8        |
| 2008   | ベスト8              | 4        | 2        | 1        | 1        | 8        | 3        |
| 2012   | 予選敗退             | 予選敗退 | 予選敗退 | 予選敗退 | 予選敗退 | 予選敗退 | 予選敗退 |
| 2016   | 予選敗退             | 予選敗退 | 予選敗退 | 予選敗退 | 予選敗退 | 予選敗退 | 予選敗退 |
| 2021   | 予選敗退             | 予選敗退 | 予選敗退 | 予選敗退 | 予選敗退 | 予選敗退 | 予選敗退 |

## 監督
- 1976–1986: アゼリオ・ビチーニ
- 1986–1996: チェーザレ・マルディーニ
- 1996–1998: Rossano Giampaglia
- 1998–2000: マルコ・タルデッリ
- 2000–2006: クラウディオ・ジェンティーレ
- 2006–2010: ピエルルイジ・カジラギ
- 2010–2012: チロ・フェラーラ
- 2012–2013: デーヴィス・マンジャ
- 2013–2018: ルイジ・ディ・ビアジョ
- 2018–: アルベリゴ・エヴァーニ